# Lista procesorów Athlon X3

## Athlon X3"Rana" (C2, 45nm)
- Wszystkie modele wspierają: MMX, SSE, SSE2, SSE3, SSE4a, Enhanced 3DNow!, NX bit, AMD64 (implementacja x86-64), Cool'n'Quiet, AMD Virtualization

| Model          | Częstotliwość | Cache L2    | HT       | Mnożnik | Napięcie | TDP1) | Gniazdo    | Data wprowadzenia | Oznaczenie |
| -------------- | ------------- | ----------- | -------- | ------- | -------- | ----- | ---------- | ----------------- | ---------- |
| Athlon X3 405e | 2500 MHz      | 3 × 512 KiB | 1800 MHz | 12,5x   |          | 65 W  | Socket AM3 |                   |            |
| Athlon X2 410  | 2600 MHz      | 3 × 512 KiB | 1800 MHz | 13x     |          | 95 W  | Socket AM3 |                   |            |
| Athlon X2 420  | 2800 MHz      | 3 × 512 KiB | 1800 MHz | 14x     |          | 95 W  | Socket AM3 |                   |            |

¹ – Thermal Design Power